# Sclerofylle en gemengde bossen van de Egeïsche Zee en West-Turkije
De sclerofylle en gemengde bossen van de Egeïsche Zee en West-Turkije vormen een ecoregio in de landen rond de Egeïsche Zee. De ecoregio omvat het grootste deel van het Griekse vasteland, de Griekse Egeïsche Eilanden (behalve Kreta), de westkust van Turkije, de Vardarvallei in Noord-Macedonië en de zuidelijke Strymonvallei in Zuidwest-Bulgarije.
De ecoregio heeft een mediterraan klimaat en behoort tot de WNF-bioom Mediterrane bossen, bosland en struwelen.

## Flora
De overheersende vegetatievormen zijn maquis, laag struikgewas en dennenbossen.
Maquis is houtachtig, sclerofyl struikgewas dat wordt gekenmerkt door lage bomen, struiken en kruidachtige planten. Maquis-soorten zijn onder andere aardbeiboom (Arbutus unedo), Griekse aardbeiboom (Arbutus andrachne), laurier (Laurus nobilis), olijf (Olea europaea), johannesbroodboom (Ceratonia siliqua), boomhei (Erica arborea), Balanites aegyptiaca, Canarische dadelpalm (Phoenix canariensis), Vachellia tortilis, Italiaanse cipres (Cupressus sempervirens), schietwilg (Salix alba), zwarte populier (Populus nigra), zwarte den (Pinus nigra) en bezemstruik (Spartium junceum). Maquis bevat veel aromatische planten, vooral soorten uit de lipbloemenfamilie (Lamiaceae).
Laag struikgewas, in het Grieks bekend als phrygana, worden gekenmerkt door lage, aromatische struiken en kruiden, waaronder Euphorbia acanthothamnos, Thymus capitatus en soorten van de geslachten Ballota, Cistus, Helichrysum, Phlomis en Salvia. Phrygana komt veel voor op kalkrijke bodems en in gebieden waar vaak branden en zware begrazing voorkomen.
Hulsteik (Quercus coccifera) en steeneik (Quercus ilex) komen voor in maquis en vormen ook eikenbossen.
Bossen van de Turkse den (Pinus brutia) komen voor in Anatolië, bossen van de Aleppoden (Pinus halepensis) worden gevonden in Centraal-Griekenland en de Peloponnesos en de parasolden (Pinus pinea) groeit op gestabiliseerde kustduinen op de Peloponnesos.
De oosterse amberboom (Liquidambar orientalis) is endemisch in een beperkt gebied in het zuidwesten van Turkije en op het eiland Rhodos. De grootste overblijvende bossen bevinden zich in de buurt van Köyceğiz. Quercus aucheri is een andere endemische boom, afkomstig van de eilanden Rhodos en Kos en het aangrenzende zuidwestelijke kustgebied van Turkije. Hij heeft zoete, eetbare eikels die lokaal worden verzameld voor koffie.

## Fauna
Tot de zoogdieren in de ecoregio behoren everzwijnen (Sus scrofa), rode vossen (Vulpes vulpes), goudjakhalzen (Canis aureus), wolven (Canis lupus), de Europese das (Meles meles), de Europese haas (Lepus europaeus), de Oost-Europese egel (Erinaceus roumanicus), de witborstegel (Erinaceus concolor), de rode eekhoorn (Sciurus vulgaris), de Kaukasuseekhoorn (Sciurus anomalus) en de boommarter (Martes martes). De Euraziatische lynx (Lynx lynx), de Europese wilde kat (Felis sylvestris) en de bruine beer (Ursus arctos) zijn nu zeldzaam in de ecoregio.
De ecoregio is een belangrijke habitat voor verschillende vogelsoorten met een beperkte verspreiding, waaronder de oostelijke vale spotvogel (Iduna pallida), de Griekse spotvogel (Hippolais olivetorum), de Rüppells grasmus (Curruca ruppelli), de maskerklauwier (Lanius nubicus), de smyrnagors (Emberiza cineracea) en de bruinkeelortolaan (Emberiza caesia).
Karakteristieke vogels van het maquis zijn rode patrijs (Alectoris rufa), steenpatrijs (Alectoris graeca), Aziatische steenpatrijs (Alectoris chukar), balkanbaardgrasmus (Curruca cantillans), Rüppells grasmus (Curruca ruppelli), cirlgors (Emberiza cirlus), grijze gors (Emberiza cia) en zwartkopgors (Emberiza melanocephala).

De Turkse boomklever (Sitta krueperi) komt voor in de Turkse dennenbossen in de ecoregio en naburige bossen. Andere vogels van de dennenbossen zijn veel voorkomende Europese bossoorten zoals de winterkoning (Troglodytes troglodytes), merel (Turdus merula), tjiftjaf (Phylloscopus collybita), zwarte mees (Periparus ater), pimpelmees (Cyanistes caeruleus), koolmees (Parus major), boomkruiper (Certhia brachydactyla), Vlaamse gaai (Garrulus glandarius) en vink (Fringilla coelebs).
Vogels die geassocieerd worden met de liquidambarbossen van West-Anatolië zijn onder andere de nachtegaal (Luscinia megarhyncos), de vale spotvogel en de Cetti's zanger (Cettia cetti).

## Beschermde gebieden
In 2017 was 23.189 km², of 18%, van de ecoregio beschermd gebied. Beschermde gebieden in Griekenland zijn onder andere de nationale parken Oeta, Parnassos, Parnitha en Sounion. Beschermde gebieden in Turkije zijn onder andere Dilek Yarımadası-Büyük Menderes Delta, Marmaris, en Spil Dağı nationale parken, en het natuurbeschermingsgebied Köyceğiz-Dalyan.

## Galerij

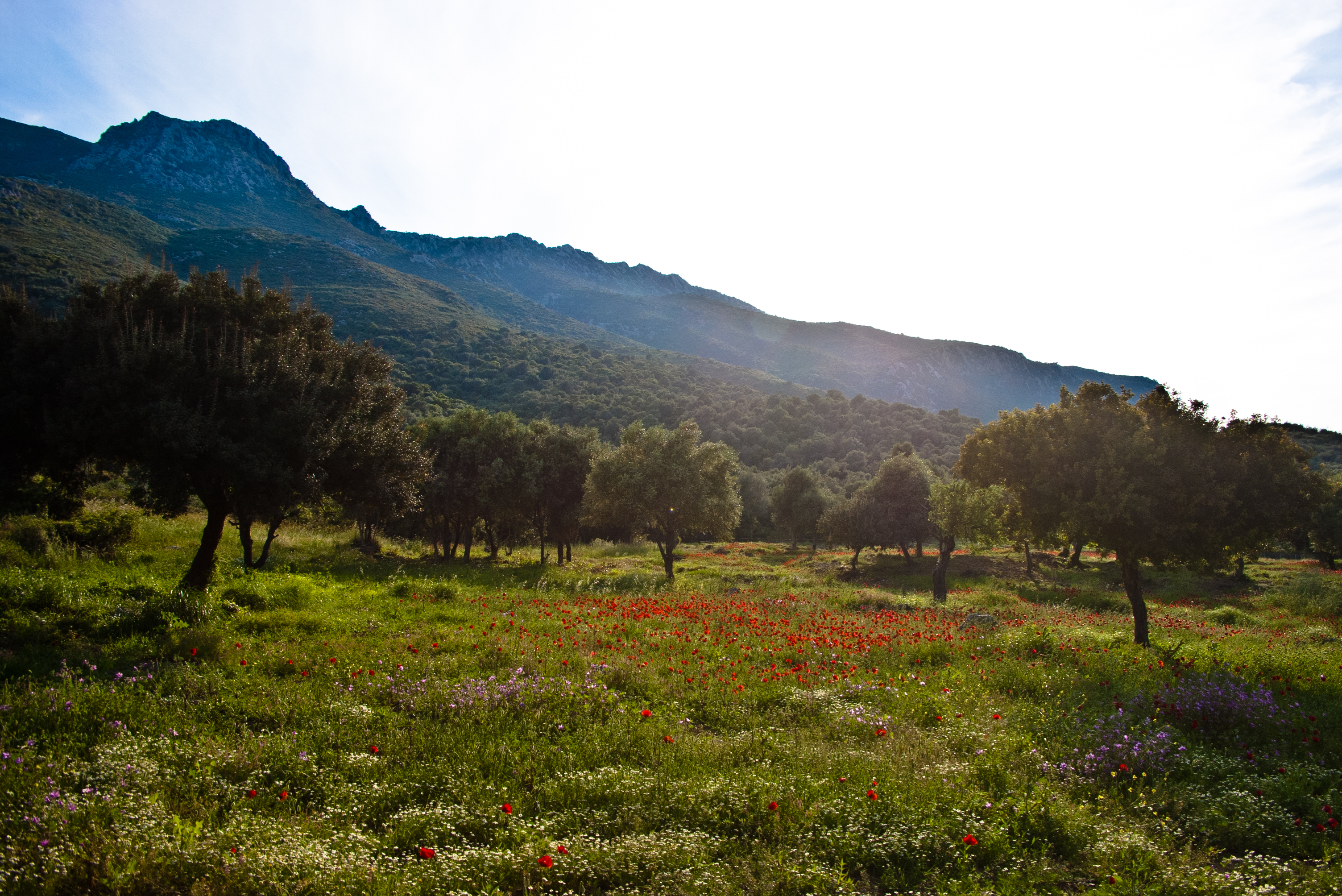
Troizen, Griekenland
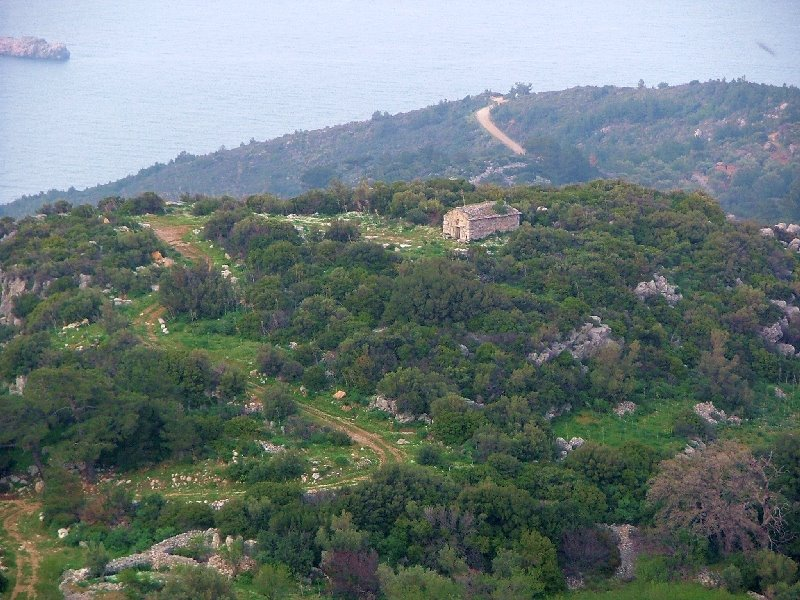
Beschermd gebied op Chios, Griekenland
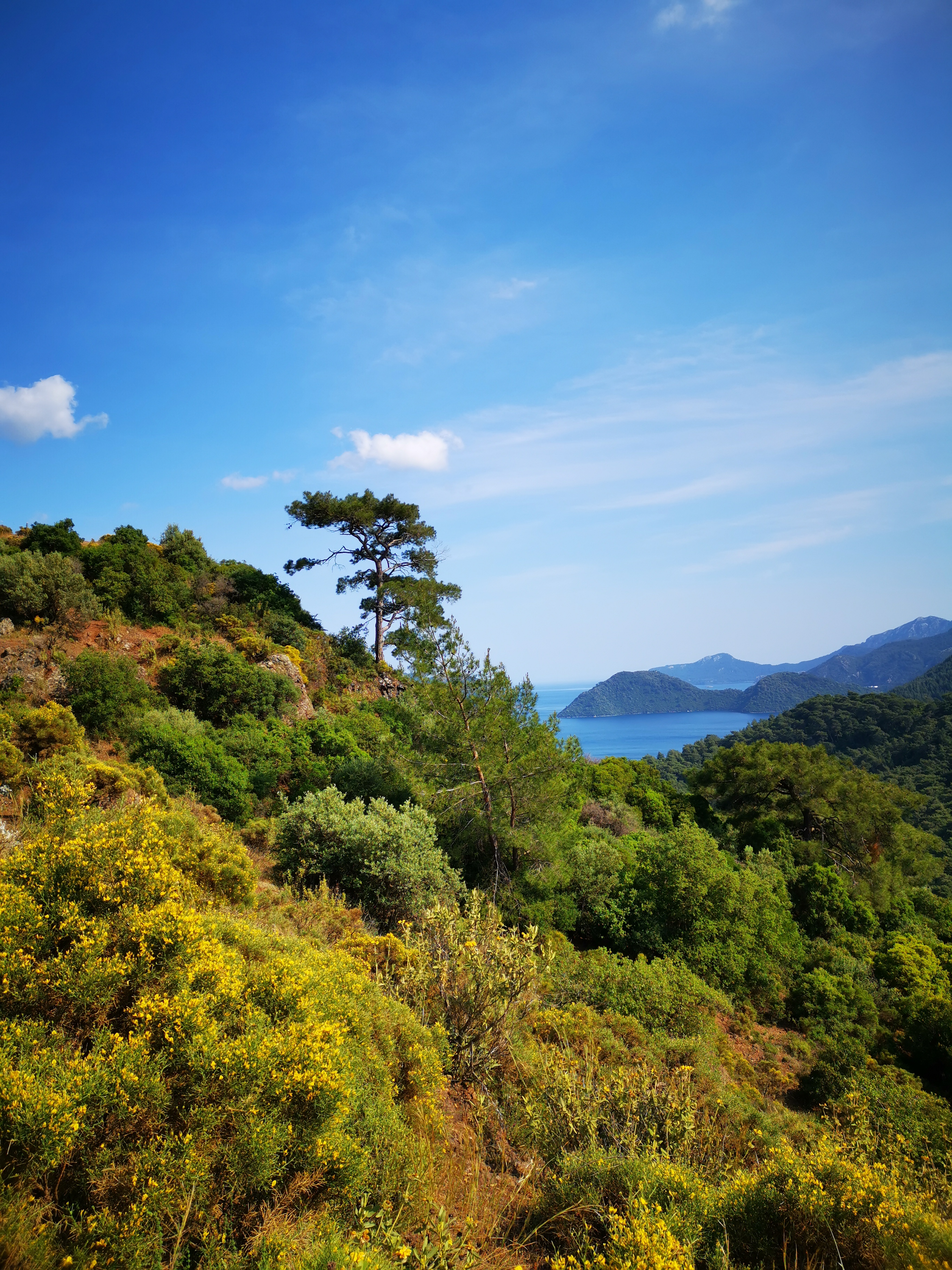
Nationaal park Marmaris, Turkije
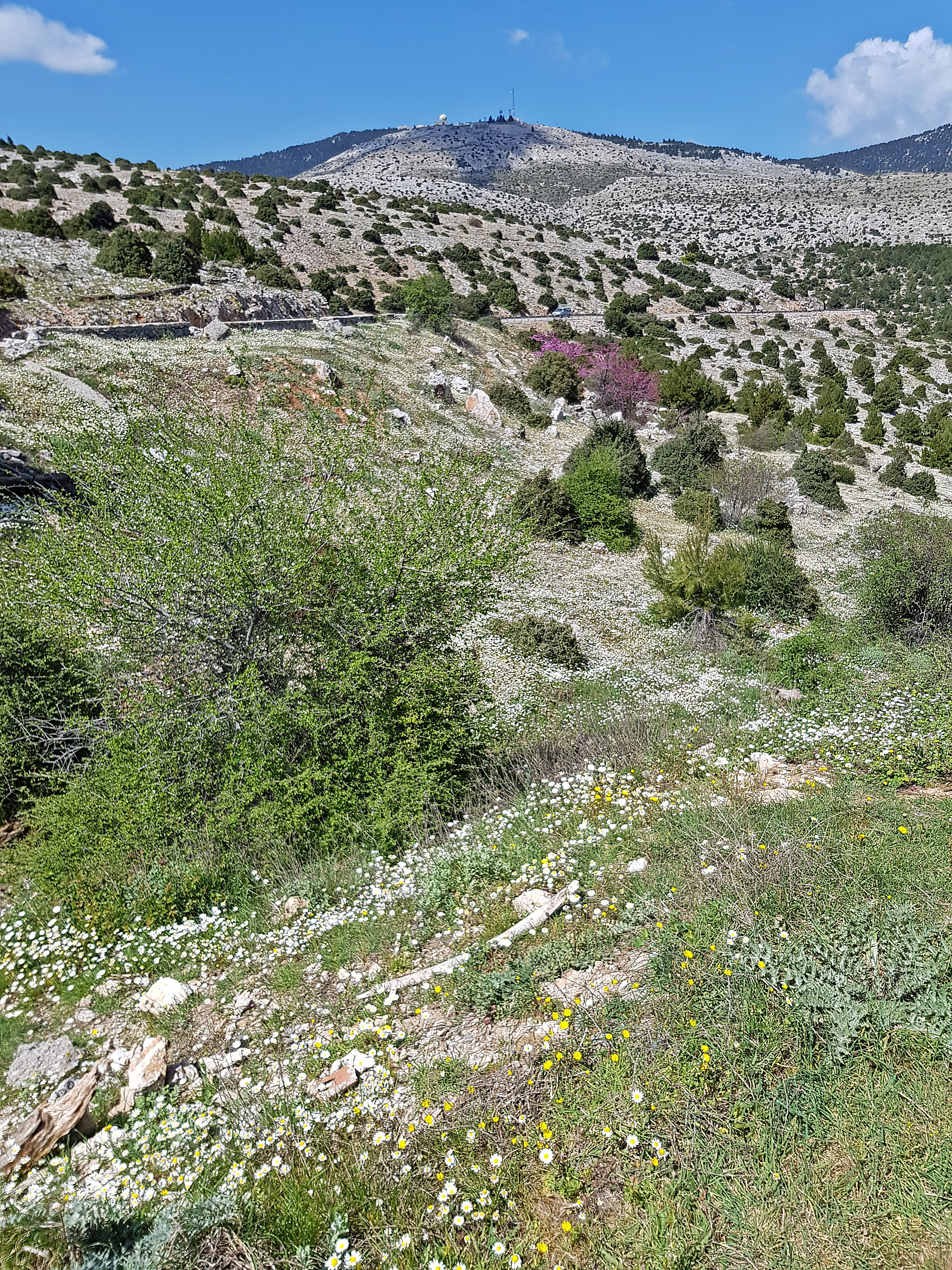
Nationaal park Parnitha, Griekenland